# Uprawa (organizacja konspiracyjna)
„Uprawa”, „Tarcza”, „Opieka”, „S1” – polska konspiracyjna organizacja o charakterze paramilitarnym i społecznym, składająca się w większości z ziemian i przemysłowców, działająca od jesieni 1941 roku do końca II wojny światowej na obszarze całego Generalnego Gubernatorstwa, jak również na terenach wcielonych do Rzeszy.

## Geneza
Jesienią 1939 roku w Krakowie powstał komitet pomocy dla wysiedlonych z ziem zachodnich Polski, wcielonych do Rzeszy. Jego założycielami byli ziemianin z Chorzelowa Karol Hilary Tarnowski (ojciec filozofa Karola Benito Tarnowskiego) ps. „Leliwa”, przedwojenny wiceprezes Związku Ziemian Zachodniej Małopolski i płk Włodzimierz Olszewski. Po rozwinięciu szerszej działalności Tarnowski postanowił, na bazie komitetu, powołać ogólnokrajową organizację o zróżnicowanych celach, wspierającą akcję zbrojną, opartą głównie na ziemianach i przemysłowcach, którzy dysponowali jeszcze własnym majątkiem i cieszyli się w miarę dużą niezależnością. W 1940 roku nawiązał kontakt z rtm. Leonem Krzeczunowiczem ps. „Roland”, „Ekspress”, „S1”, który blisko współpracował z komendantem Okręgu Krakowskiego Związku Walki Zbrojnej, płk. Tadeuszem Komorowskim ps. „Korczak”, „Prawdzic”, „Bór”. Pułkownik Komorowski zaakceptował pomysł. Przedstawiony plan został uzupełniony wskazówkami dotyczącymi przyszłych obowiązków, struktury organizacyjnej i zakresu współpracy z ZWZ; ustalono też tekst przysięgi. Początek działalności organizacji datowany jest na przełom 1940 i 1941 r., choć często podaje się, że organizacja zaczęła funkcjonować dopiero jesienią 1941 r. z uwagi na fakt, że prace organizacji nabrały wówczas większego tempa i zwiększyły swój zasięg.

## Zarys historyczny
Organizacja nie miała początkowo kryptonimu, dopóki Rząd RP na uchodźstwie nie nadał jej nazwy „Uprawa”. Z obawy przed dekonspiracją przemianowano ją w późniejszym okresie na „Tarczę”, potem na „Opiekę”, a na koniec na „S1”. Jej zadania były bardzo szerokie i obejmowały: zbieranie funduszy na potrzeby podziemia, utrzymywanie stałej łączności z władzami wojskowymi ZWZ, a potem AK – wypełnianie ich zaleceń i dostarczanie informacji z terenu, ukrywanie i organizowanie przerzutów „spalonych” członków organizacji podziemnych, dostarczanie im środków do życia, zakup i przewożenie broni, ochrona uciekinierów z terenów wschodnich oraz prześladowanych przez Niemców, w tym rodzin żydowskich, wysyłanie żywności do obozów, wykupywanie z rąk gestapo więźniów politycznych, organizowanie kursów sanitarnych i zaopatrzenie w sprzęt sanitarny oraz tworzenie punktów sanitarnych, szpitalnych i aptecznych w dworach, prowadzenie tajnego szkolnictwa. Prowadzono również działania wywiadowcze i kontrwywiadowcze na rzecz ZWZ–AK. Były też zadania podyktowane potrzebami chwili, jak tworzenie tajnych podchorążówek. Jedną z dziedzin, którą „Uprawa” najlepiej rozwinęła, była akcja sanitarna, która rozwinęła się szczególnie w 1944 roku. Polegała ona na szkoleniu sanitariuszek oraz gromadzeniu leków i narzędzi chirurgicznych, wyposażeniu w nie wyznaczonych obiektów –  w pierwszym rzędzie dworów. Zdołano nawet zorganizować sześć szpitali podziemnych w terenie.
Po wojnie Tadeusz Bór-Komorowski jednoznacznie ocenił zasługi „Uprawy”: Gdyby nie „Uprawa” – „Tarcza” Armia Krajowa nie mogłaby była spełnić wielu swoich zasadniczych zadań […] opieka „Tarczy” uchroniła od głodu, demoralizacji i rabunku wiele oddziałów partyzanckich powstających jak grzyby po deszczu po 1943 roku.
W Krakowie na budynku przy ul. św. Jana 3 znajduje się tablica pamiątkowa upamiętniająca członków organizacji „Uprawa” z następującym tekstem: W HOŁDZIE ZIEMIANOM POLSKIM BOHATEROM WALK O NIEPODLEGŁOŚĆ CZŁONKOM ZWZ-AK I „UPRAWY-TARCZY” WIERNYM NAJJAŚNIEJSZEJ RZECZYPOSPOLITEJ PRZEŚLADOWANYM I POMORDOWANYM PRZEZ NIEMCÓW, SOWIETÓW I WŁADZE KOMUNISTYCZNE W POLSCE – RODACY.

## Struktura organizacyjna
Organizacja miała zdecentralizowaną strukturę, zarówno centralną, jak też terenową. Na jej czele stali luźno powiązani ze sobą:
- Roman Lasocki ps. „Prezes” (przedwojenny sekretarz generalny Rady Naczelnej Organizacji Ziemiańskich),
- Leon Krzeczunowicz ps. „Roland”, „Ekspress”, „S1”,
- Leon Popławski z Obszaru Warszawa,
- Andrzej Józef Sapieha ps. „Kodeński” (do wiosny 1944 roku),
- Karol Hilary Tarnowski ps. „Leliwa” z Okręgu Kraków[2],
- Paweł Żółtowski ps. „Ogończyk” z Obszaru Warszawa,
- Jan Tomasz Zamoyski ps. „Florian” z Okręgu Lublin[3],
- Franciszek Unrug ps. „Dąb” z Okręgu Poznań[4].

Centralne kierownictwo spełniało raczej rolę nominalną. Czasami otrzymywało od KG ZWZ–AK zlecenia dotyczące bardziej ogólnych zagadnień, jak np. sporządzenia statystyk produkcji i zapasów produktów rolnych, inwentarza żywego, stanu lasów itp.
Stały kontakt z KG ZWZ–AK utrzymywał Lasocki za pośrednictwem szefa Oddziału IV Zaopatrzenia KG ZWZ–AK, któremu były przesyłane ramowe sprawozdania z działalności „Uprawy” w poszczególnych Okręgach.
Przy każdym dowództwie Okręgu AK działał przedstawiciel „Uprawy”, który współpracował bezpośrednio z komendantem Okręgu lub jego kwatermistrzem.
Podwładni okręgowych przedstawicieli „Uprawy” posiadali odpowiednie kontakty z dowódcami Inspektoratów i Obwodów AK. Zasadniczo unikało się bezpośrednich powiązań z placówkami czy też oddziałami partyzanckimi, choć zdarzały się od tego wyjątki, dyktowane potrzebami akcji.